# Accessijeux
AccessiJeux est une association loi de 1901 créée en 2015 par Xavier Mérand.
Elle œuvre et sensibilise à l'accessibilité des jeux de société pour les personnes déficientes visuelles.

## But
L’association AccessiJeux transforme et conçoit des jeux pour les rendre accessibles aux personnes souffrant de déficience visuelle, par exemple en ajoutant des repères tactiles en relief.
Elle cumule les activités de ludothèque, boutique ludique et éditeur de jeux de société avec au cœur du projet l'accessibilité du jeu pour les personnes en situation de handicap et plus particulièrement les malvoyants et non-voyants.
AccessiJeux équipe des structures dans toute la France (cafés ludiques, ludothèques, etc.) mais aussi à l'étranger.
Elle mène également des actions de sensibilisation au handicap visuel à destination de tous types de public, notamment dans les festivals de jeux.

## Historique
En 2019, AccessiJeux se lance dans l'édition de jeux de société sous le nom d'AccessiGames et édite Toutilix Access, un jeu de lettres complètement accessible aux déficients visuels.
En 2021, elle édite deux nouveaux jeux, Mow Access et Quarto Access, également accessibles aux déficients visuels.